# Young Ideas (film, 1943)

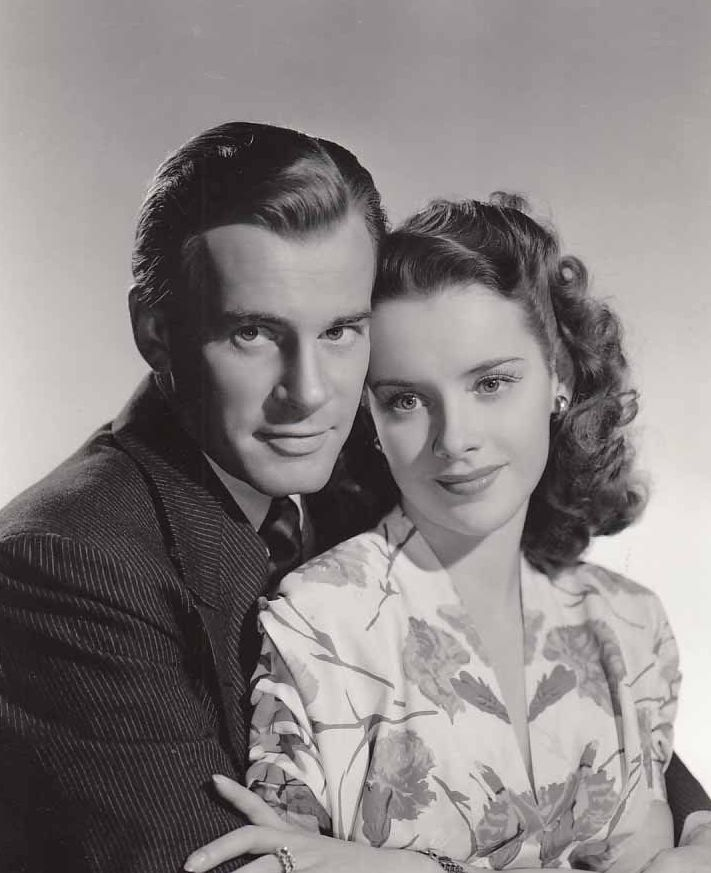
Richard Carlson et Susan Peters.

Pour les articles homonymes, voir Young Ideas.
Pour plus de détails, voir Fiche technique et Distribution.
Young Ideas est un film américain en noir et blanc réalisé par Jules Dassin, sorti en 1943.

## Synopsis
Susan et Jeff Evans sont les enfants adultes de l'écrivain Jo Evans. Lorsque leur mère tombe amoureuse du professeur Michael Kingsley, ils veulent contrecarrer cette relation. Pour ce faire, ils vont utiliser des scénarios tirés des livres écrits par leur mère.

## Fiche technique
- Réalisation : Jules Dassin
- Scénario : Ian McLellan Hunter, Bill Noble
- Directeur de la photographie : Charles Lawton Jr. (crédité Charles Lawton)
- Montage : Ralph E. Winters
- Musique : George Bassman
- Producteur : Robert Sisk
- Société de distribution et de production : MGM
- Pays de production :  États-Unis
- Langue originale : anglais américain
- Format : noir et blanc — 35 mm — 1,37:1 — son : mono (Western Electric Sound System)
- Genre : comédie romantique
- Durée : 77 min
- Date de sortie :
  - États-Unis : 2 août 1943

## Distribution
- Susan Peters : Susan Evans
- Herbert Marshall : le professeur Michael Kingsley
- Mary Astor : Josephine « Jo » Evans
- Elliott Reid : Jeff Evans
- Richard Carlson : Tom Farrell
- Allyn Joslyn : Adam Trent
- Dorothy Morris : une étudiante
- Frances Rafferty : une étudiante
- George Dolenz : Pepe
- Emory Parnell : le juge Canute J. Kelly

Acteurs non crédités
- Charles Arnt : le chef de gare
- Paul E. Burns : le jardinier
- Ava Gardner : une étudiante
- Myron Healey : un étudiant
- Harry Holman : Harry, employé du tribunal
- Anne O'Neal : une secrétaire
- Jean Porter : l'étudiante du sud
- Almira Sessions : une membre du club